# Jacques Carrey
Jacques Carrey (* 12. Januar 1649 in Troyes; † 18. Februar 1726 ebenda) war ein französischer Maler und Zeichner. Bekannt wurde er durch eine Reihe von Zeichnungen, die 1674 vom damals noch weitgehend intakten Bildschmuck des Parthenon in Athen angefertigt wurden und die ihm (möglicherweise irrig) zugeschrieben werden. 
Carrey war Schüler von Charles Le Brun, dem Hofmaler Ludwigs XIV. Auf Le Bruns Empfehlung hin begleitete er 1670 zusammen mit mehreren jungen Künstlern den Diplomaten und Antikensammler Charles-Henri-François Olier de Nointel, der französischer Botschafter bei der Hohen Pforte in Konstantinopel war, in das Osmanische Reich. Er hatte den Auftrag, von den wichtigsten Gebäuden und Orten Zeichnungen anzufertigen. Zwischen 1670 und 1679 fertigte Carrey über 500 Zeichnungen vom Alltagsleben im Osmanischen Reich an, auf denen er Städte, Altertümer, Bräuche, Feste und Kulthandlungen in Griechenland, Kleinasien und Palästina dokumentierte. Seine Zeichnungen werden im Pariser Louvre aufbewahrt. Die ihm zugeschriebenen Zeichnungen vom Parthenon sind dabei von besonderem dokumentarischem Wert, da sie die einzigen Darstellungen von dessen Bildschmuck sind, der 1687 bei der Explosion des Parthenon zum großen Teil zerstört wurde.